# Kayı
La tribù Kayı o tribù Kai (Kayı boyu) fu un popolo turco Oghuz e un sottoramo della federazione tribale Bozok.
Nell'XI secolo Mahmud al-Kashgari menzionò i Kayı (Kayiglardir). La parola kayı significa "colui che ha forza e potere per la relazione".
Come un gruppo Kayitag (russificato in Kaitag) (Montaña Kayi) la tribù Kayi giocò un ruolo di primo piano nella storia del Caucaso, e ora la lingua Kayitag è classificata come uno dei cinque dialetti della lingua cumucca, che per dieci secoli (dal X al XIX) fu "lingua franca" nel Caucaso settentrionale. Il principato di Kayitag era un componente principale dello stato Shamkhalate of Kazi-Kumukh nel litorale occidentale del Caspio che in diverse forme durò dall'VIII secolo fino al XIX secolo. I tessuti Kaitag, eliminati sotto il dominio sovietico, rimangono distinti nella loro arte e lavorazione.